# Notorious (1946)
Notorious is een Amerikaanse spionagefilm uit 1946 van regisseur Alfred Hitchcock. De hoofdrollen worden vertolkt door Cary Grant, Ingrid Bergman en Claude Rains.
De film behoort tot Hitchcocks bekendste werken, en geldt als een toonbeeld van zijn manier van films maken. Het was de eerste film waarvoor Hitchcock erkend werd als producent. In 2006 werd de film opgenomen in het National Film Registry.

## Verhaal

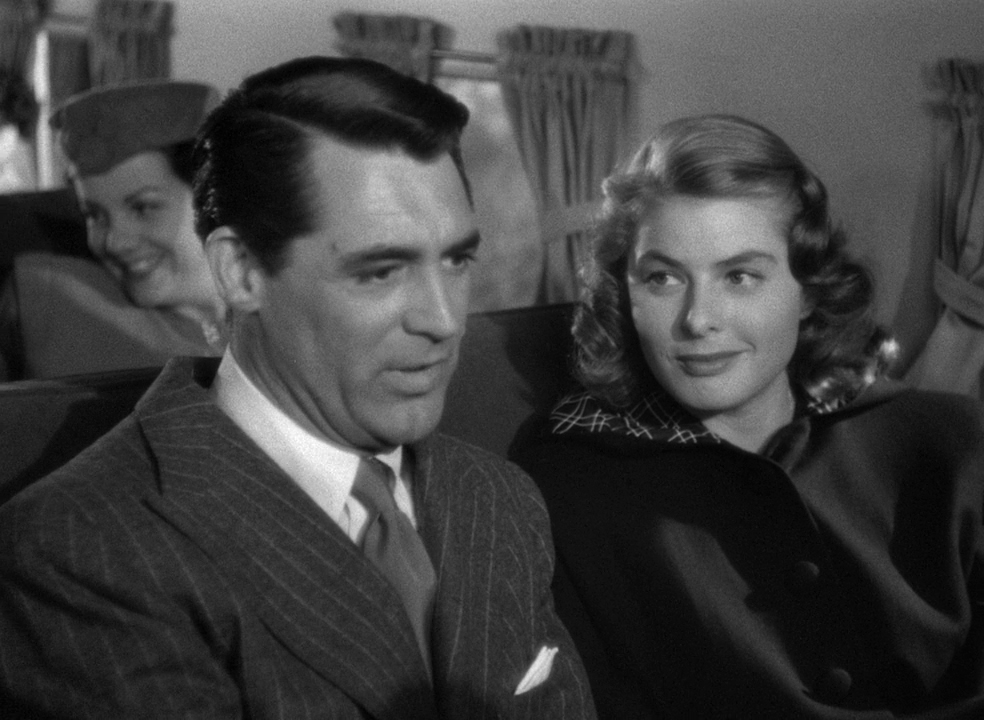
Cary Grant en Ingrid Bergman onderweg naar Rio.

Het verhaal speelt net na de Tweede Wereldoorlog. De vader van Alicia Huberman is net in de Verenigde Staten veroordeeld vanwege spionage. Alicia wordt benaderd door T. R. Devlin, die voor de Amerikaanse geheime dienst werkt, om te infiltreren in een groep oud-nazi's die zich in Brazilië gevestigd hebben, om uit te zoeken wat ze van plan zijn. Samen vliegen ze naar Rio. Onderweg hoort Alicia dat haar vader zelfmoord heeft gepleegd.
Eenmaal in Rio legt Alicia tijdens het paardrijden contact met Alex Sebastian, een oude vriend van haar vader. Alicia doet haar werk zo goed dat Alex haar ten huwelijk vraagt. Ze gaat op zijn verzoek in om zo nog dichter bij hem te kunnen komen en trekt bij hem in, hoewel haar aanstaande schoonmoeder (die ook bij Alex inwoont) haar niet vertrouwt.
Tijdens het verlovingsfeest ontdekken Alicia en Devlin dat Alex in zijn kelder uraniumpoeder bewaart. Alex komt erachter dat Alicia hem door heeft. Hij moet haar nu het zwijgen op zien te leggen, maar moet tegelijkertijd zijn blunder verborgen zien te houden voor zijn mede-nazi’s. Hij besluit haar spelletje mee te spelen, maar haar langzaam te vergiftigen. Devlin ontdekt dit net op tijd, redt Alicia, en vlucht met haar weg. Alex blijft achter en zal spoedig zijn opdrachtgevers onder ogen moeten komen met het nieuws dat hij gefaald heeft.

## Rolverdeling
| Acteur                | Personage                           |
| --------------------- | ----------------------------------- |
| Ingrid Bergman        | Alicia Huberman                     |
| Cary Grant            | T.R. Devlin                         |
| Claude Rains          | Alexander Sebastian                 |
| Leopoldine Konstantin | Anna Sebastian (de moeder van Alex) |
| Louis Calhern         | baas van Devlin                     |
| Moroni Olsen          | Walter Beardsley                    |
| Ricardo Costa         | Dr. Julio Barbosa                   |
| Reinhold Schünzel     | Dr. Anderson                        |
| Ivan Triesault        | Eric Mathis                         |
| Eberhard Krumschmidt  | Emil Hupka                          |
| Alex Minotis          | Joseph                              |
| Wally Brown           | Mr. Hopkins                         |
| Sir Charles Mendl     | Commodore                           |
| Fay Baker             | Ethel                               |

Het was traditie dat Alfred Hitchcock in al zijn films een cameo had. In deze film had hij er zelfs twee:
- Na de rechtszaak is te zien hoe hij voor het huis van Alicia langsloopt.
- Tijdens het verlovingsfeest is te zien hoe hij een borrel drinkt.

## Achtergrond

### Voorproductie
Notorious begon als een productie van David O. Selznick. Het scenario kwam voor het eerst ter sprake in augustus 1944 tijdens een lunch van Hitchcock en scenarioschrijver Margaret McDonell, die voor Selznick werkte. Hitchcock raakte geïteresseerd in het verhaal. Toch duurde het nog enige tijd voor het verhaal zijn uiteindelijke vorm kreeg. In een eerste versie ging de film nog over een vrouw die voor politieke redenen zou worden verkocht als prostituee.
Met kerst dat jaar ging Hitchcock naar Engeland. Bij zijn terugkeer in Amerika had hij zelf een globaal idee voor de film. Selznick gaf hier zijn goedkeuring aan. Hierop begon Hitchcock samen met Ben Hecht, met wie hij ook samenwerkte aan Spellbound, het idee verder uit te werken. De twee brachten veel veranderingen aan in het eerste idee dat Hitchcock had opgepikt van McDonell, zoals de introductie van het uranium. Dat uranium een belangrijk onderdeel was voor een potentiële atoombom wist destijds nog bijna niemand. Selznick had daarom ook moeite om te begrijpen hoe belangrijk de ontdekking van het uranium was voor de plot van het verhaal. Hitchcock en Hecht kregen volgens eigen zeggen zelfs tijdelijk de FBI achter zich aan toen ze met Robert Millikan van Caltech hadden gesproken over uranium. De aanval op Hiroshima met een atoombom nam echter bij het publiek alle twijfel weg over het gevaar van uranium.
In maart 1945 leverde Hitchcock het scenario van hem en Hecht af bij Selznick. Deze had echter op dat moment problemen met de productie van zijn western Duel in the Sun, waardoor Notorious even moest wachten. In juni 1945 gaf Selznick aan geen vertrouwen meer te hebben in Notorious. Hij was onder andere bang dat de personages niet aan zouden slaan bij het publiek, en dat de productiekosten de weinige reserves die hij nog had na Duel in the Sun zou uitputten. Hij ging wel akkoord met de verkoop van het scenario aan RKO voor 800.000 dollar en 50% van de opbrengst.
Hitchcock mocht van RKO de film behalve regisseren ook voor het eerst zelf produceren.

### Acteurs
Volgens biograaf Patrick McGilligan was Hitchcock er gedurende de jaren 40 nog geen enkele keer in geslaagd om de perfecte acteurs bij elkaar te krijgen voor een van zijn films, maar vormde Notorious hierop een uitzondering. Toch was niet iedereen het eens met Hitchcocks keuzes. Selznick wilde, ondanks dat hij de rechten op de film verkocht had, graag Joseph Cotten in de hoofdrol in plaats van Cary Grant. Grant was namelijk pas na drie maanden beschikbaar, terwijl Selznick het liefst zo snel mogelijk de film uit wilde laten komen om mee te liften op het nieuws rondom de atoombomaanvallen op Japan. Hitchcock hield echter voet bij stuk.
Selznick slaagde er wel in om Hitchcock over te halen de rol van Alexander Sebastian niet aan Clifton Webb te geven, maar aan Claude Rains. Hiervoor moest Hitchcock wel enkele aanpassingen aanbrengen in het personage Sebastian.
Voor de rol van Sebastians moeder werden eerst Ethel Barrymore en Mildred Natwick benaderd. Toen zij allebei de rol niet kregen, raadde de Duitse acteur Reinhold Schünzel Leopoldine Konstantin aan als mogelijke kandidaat. Zij gold als een van de beste Duitse actrices van voor de Tweede Wereldoorlog. Notorious was haar enige rol in een Amerikaanse film.

### Productie

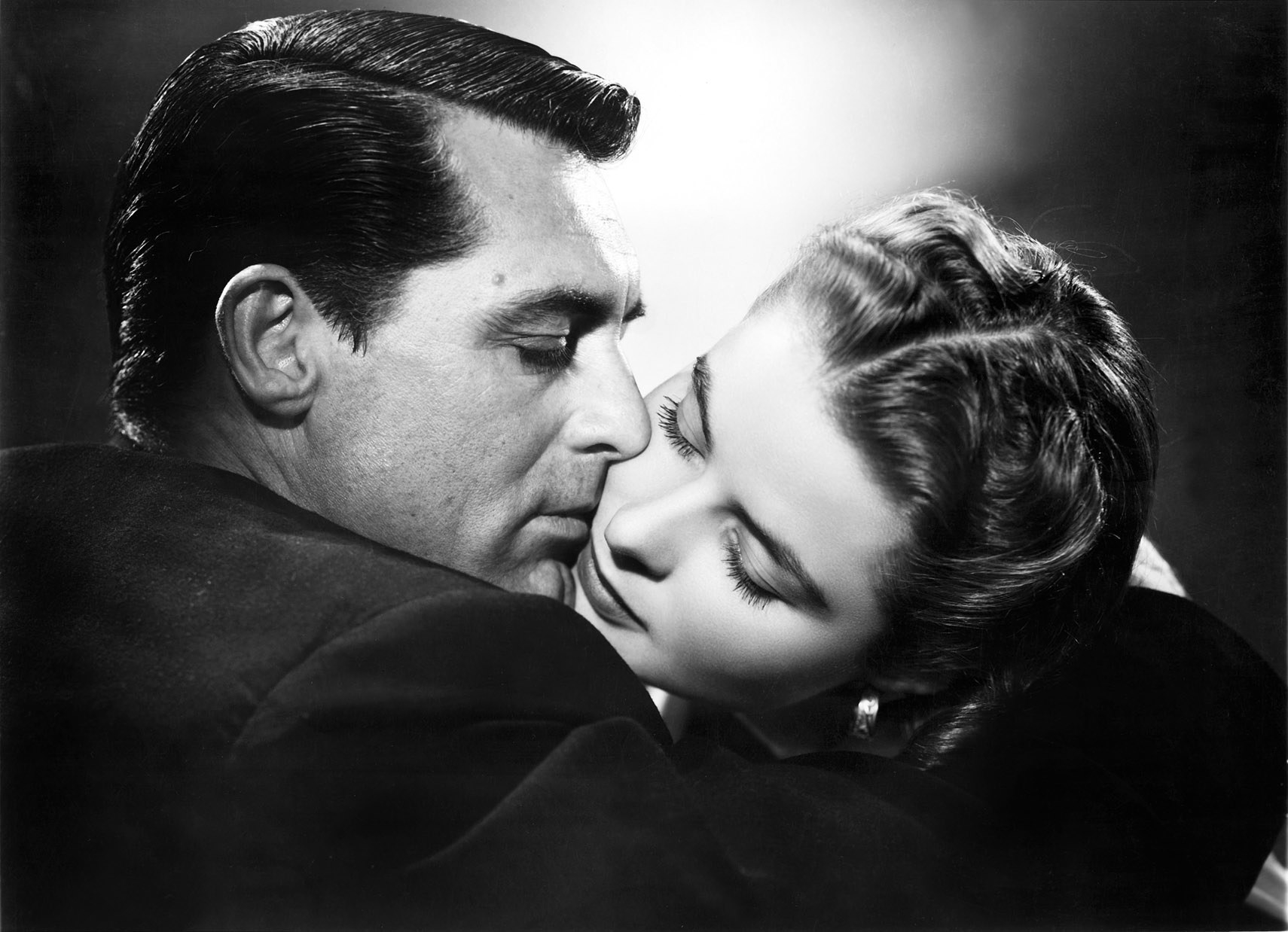
De kusscène van 2,5 minuut

De eerste opnames voor Notorious begonnen op 22 oktober 1945. In februari 1946 werden de opnames afgerond. Zoals gebruikelijk bij zijn films liet Hitchcock zo veel mogelijk scènes opnemen in studio’s; zelfs scènes die zich buiten afspelen. Dit gaf hem namelijk maximale controle over hoe alles eruit moest zien. De enige scène die opnames buiten een studio vereiste, was die waarin Devlin en Alicia Alexander ontmoeten op een paardenracebaan. Deze scène werd opgenomen in de Los Angeles County Arboretum and Botanic Garden in Arcadia. Voor achtergronden werden opnames gemaakt in Miami, Rio de Janeiro en Santa Anita Park.
De productie verliep zonder al te veel problemen. Wel moest Hitchcock af en toe creatief zijn om te bereiken wat hij wilde. Een bekend voorbeeld hiervan is de scène waarin de twee hoofdpersonen elkaar gedurende 2,5 minuut zoenen. Officieel gold er een verbod op zulke lange kusscènes in films, de Hays Code. Om dit te omzeilen, liet Hitchcock de scène om de drie seconden onderbreken, waardoor het in feite een lange reeks van korte kusscènes werd. In de scène waarin de Alicia vergiftigd wordt. Hierin is een close-up van haar te zien met op de voorgrond de vergiftigde koffiekop. Voor deze scène liet Hitchcock een extra grote koffiekop maken die vlakbij haar werd gezet. Dit was de enige manier om zowel het gezicht als de kop scherp in beeld te brengen.
De muziek voor Notorious is gecomponeerd door Roy Webb, een vaste componist bij RKO.

### Ontvangst
Notorious ging in première in de Radio City Music Hall in New York op 22 juli 1946. Hitchcock, Bergman en Grant waren bij de première aanwezig. De film bracht in Amerika 4.8 miljoen dollar op, waarmee het een van de succesvolste films van dat jaar werd.
Critici waren zeer te spreken over de film. Bosley Crowther schreef in The New York Times een lovende recensie over Notorious. De doorgaans negatieve criticus Leslie Halliwell gaf de film ook een goede beoordeling.
De film werd tevens vertoond op het filmfestival van Cannes in 1946.

### Bewerkingen
Lux Radio Theater bewerkte de film in januari 1948 tot een hoorspel. Ingrid Bergman werkte hier eveneens aan mee. Een andere bewerking van de film werd gemaakt voor The Screen Guild Theater in 1949.
In 1992 werd een remake van de film gemaakt onder dezelfde titel, met John Shea als Devlin, Jenny Robertson als Alicia en Jean-Pierre Cassel als Sebastian.
De animatieserie Star Wars: The Clone Wars bevat een aflevering genaamd Senate Spy, waarvan het verhaal bijna gelijk is aan dat van Notorious.
De film Mission Impossible II wordt doorgaans gezien als een remake van Notorious, maar dan met een dodelijk virus in plaats van uranium.

## Prijzen en nominaties
In 1946 werd Notorious genomineerd voor de Grand Prize of the Festival op het Filmfestival van Cannes.
In 1947 werd de film genomineerd voor twee Oscars:
- Beste mannelijke bijrol (Claude Rains)
- Best oorspronkelijke scenario (Ben Hecht)